# Alberto Rodríguez
Alberto Junior Rodríguez Valdelomar (Lima, 31 de março de 1984) é um ex-futebolista peruano que atuava como zagueiro. Seu último clube foi o Alianza Sullana.
Em Maio de 2011 assinou pelo Sporting de Portugal na sequência da contratação do treinador finalista da Liga Europa, Domingos Paciência, graças à eleição de Godinho Lopes a presidente dos leões.
Depois de ter realizado apenas sete jogos na temporada na Liga NOS 2011/2012, Alberto Rodríguez rescindiu com os leões em Julho de 2012 para assinar pelo Rio Ave.
Em 2018 integrou o elenco que disputou a Copa do Mundo FIFA de 2018.

## Títulos
Sporting Cristal
- Campeonato Peruano: 2002, 2005

Braga
- Copa Intertoto da UEFA: 2008